# Репотино
Репотино — деревня в городском округе Шаховская Московской области.

## Население
| 1859 | 1926 | 2002 | 2006 | 2010 |
| ---- | ---- | ---- | ---- | ---- |
| 525  | ↘453 | ↘97  | ↘64  | ↗104 |

## География
Деревня расположена в юго-восточной части округа, примерно в 23 км к югу от райцентра Шаховская, у истоков безымянного правого притока реки Исконы, высота центра над уровнем моря 226 м. Ближайшие населённые пункты — Пески на юго-востоке и Канаево на востоке.
В деревне 4 улицы: Дачная, Дорожная, Мира и Центральная.
Имеется остановка автобусов маршрутов №35, 44 и 50, следующих до Шаховской

## Исторические сведения
Впервые упоминается в духовной грамоте князя Фёдора Волоцкого в 1506 году.
В 1769 году деревня Рупотина показана на карте Генерального межевания как деревня Хованского стана Рузского уезда Московской губернии в составе владения Коллегии экономии (ранее — Новоиерусалимского монастыря), относившегося к сельцу Высоцкое, Псково тож.
В середине XIX века деревня Репутино относилась ко 2-му стану Можайского уезда и принадлежала Департаменту государственных имуществ. В деревне был 71 двор, 200 душ мужского пола и 221 душа женского.
В «Списке населённых мест» 1862 года Репотино (Репутино) — казённая деревня 2-го стана Можайского уезда Московской губернии по левую сторону торгово-просёлочного Гжатского тракта, в 45 верстах от уездного города, при пруде и колодцах, с 71 двором и 525 жителями (208 мужчин, 317 женщин).
По данным на 1890 год входила в состав Канаевской волости, число душ мужского пола составляло 206 человек.
В 1913 году — 96 дворов, квартира урядника и казенная винная лавка.
В 1917 году Канаевская волость была присоединена к Волоколамскому уезду, а в 1924 году ликвидирована согласно постановлению президиума Моссовета, и деревня Репотино была включена в состав Серединской волости.
В материалах Всесоюзной переписи населения 1926 года указаны деревни Репотино Зацеп. и Репотина Гора. В первой проживало 207 человек (86 мужчин, 121 женщины), насчитывалось 49 крестьянских хозяйств, во второй проживало 246 человек (103 мужчины, 143 женщины), велось 47 крестьянских хозяйств.
С 1929 года — населённый пункт в составе Шаховского района Московской области. До 1954 года — центр Репотинского сельсовета.
1994—2006 гг. — деревня Дорского сельского округа Шаховского района.
2006—2015 гг. — деревня сельского поселения Серединское Шаховского района.
2015 г. — н. в. — деревня городского округа Шаховская Московской области.